# 大阪府立春日丘高等学校
大阪府立春日丘高等学校（おおさかふりつ かすがおかこうとうがっこう）は、大阪府茨木市春日二丁目に所在する公立の高等学校。

## 概要
1911年、三島女子技芸学校として設立された。その後、高等女学校への改編と大阪府への移管・学校名の改称を経て、大阪府立茨木高等女学校となった。1948年の新制高等学校への改編時に、大阪府立茨木高等学校との校名重複を回避するため、所在地の旧・三島郡春日村から現校名が取られた。
全日制課程と定時制課程を併設している。全日制・定時制ともに普通科を設置する。
全日制の課程では、ユネスコスクールとしての取り組みや、「骨太の英語力養成事業」として英語教育への重点的な取り組みと国際交流活動、NIE（新聞を活用した教育活動）といった特徴的な取り組みを実施している。
定時制の課程では2学期制・単位制をとる。定時制課程は4年制であるが、希望者は2・3年次に通信制開講科目を併修することで3年での卒業も可能となっている。
地元では、「春高」（かすこう）の略称で呼ばれている。かつては多くの分校を持ち、それらの中の多くも定時制課程を持っていたが、現在ではすべての分校は廃校になっている。
校内に藤棚があることから、イメージカラーは藤色で、学校祭（体育祭・文化祭）は「藤蔭祭」、同窓会は「藤蔭会」と称する。なお、旧・三島郡春日村の村名の由来も、10大字中8大字の鎮守が藤紋を神紋とする春日神社と郡神社（春日大明神）だったことである。
春日丘高校は自由な校風で知られる。1970年代の自治会活動が盛んな時期に制服廃止運動が起こったために、1974年以来私服通学が認められている。
校章は、漢字の「春」をデザインした中に「高」の字。茨木高女時代は菱形の中に撫子の花、そのなかに「茨」と書かれたデザインであった。校歌は山田耕筰作曲。また、校歌の他には、創立70周年記念賛歌として、卒業生が作詞・作曲した「藤蔭青春を」（とういんはるを）という歌があり、音楽会や体育祭などの行事では全校生徒に歌い継がれている。なお当時「藤蔭青春を」は、春日丘高等学校校歌と茨木高等女学校校歌をカップリングして、レコード化され関係者に配布された（同校音楽部の合唱。製造は東芝EMI）。
また、音楽選択者による音楽会も有名であり、2018年2月に第45回音楽会が開催された。音楽会での全体合唱では、第九やモーツァルト・レクイエムといったクラシック曲を本校吹奏楽部がオーケストラの楽譜をアレンジして伴奏をし、毎年多くの聴衆を集めている。

## 沿革

### 学校創立
1898年、養精高等小学校に裁縫専修科が併設されたことが、学校の源流にあたる。裁縫専修科は1901年に裁縫学校に改組された。
これらの教育の流れを踏まえる形で、1911年1月24日に三島郡茨木町外8ケ村の学校組合により、学校組合立三島女子技芸学校を設置した。春日丘高等学校では三島女子技芸学校が設置された1911年を創立の年と位置づけ、同年を起点にして周年記念行事を実施している。
制度上は徒弟学校扱いだった三島女子技芸学校は、1913年4月9日付で高等女学校令に基づく学校組合立三島実科高等女学校に改編され、同年5月1日付で三島実科高等女学校が開校した。三島実科高等女学校は養精高等小学校に併設された。春日丘高等学校では、三島実科高等女学校が開校した5月1日を創立記念日と位置づけている。

### 高等女学校
1917年には設置者が郡立に変更となり、三島郡立三島実科高等女学校と称した。さらに1918年には三島郡立三島高等女学校に改編している。1919年に三島郡春日村中穂積（現在地）に移転した。1920年には設置者は郡立のまま、大阪府三島高等女学校へと改称した。
1921年には大阪府に移管され、大阪府立三島高等女学校に改称している。さらに1928年には大阪府立茨木高等女学校に改称した。
1934年9月21日、室戸台風の暴風雨により木造校舎が倒壊。生徒が下敷きとなり死傷者が出た
1937年には鉄筋コンクリートの校舎（旧本館、現存せず）が竣工。時計塔のブロンズの鐘、玄関ホールの撫子の花のかたちの丸窓などの意匠で親しまれた。
旧本館は戦時中、米軍機P-51により機銃掃射を受け、弾痕がいくつも残っていた。その際ガンカメラで撮影された、銃弾を浴び土煙を上げる校舎の映像も残されており、NHKの番組などで放映されたこともある。1945年7月19日に校舎が機銃掃射を受けた際、校内で生徒や教職員への人的被害はなかったとされるが、学校近隣の民家の住民が被害を受けている。

### 春日丘高等学校
学制改革により、1948年4月に新制高等学校の大阪府立春日丘高等学校に改編された。大阪府立茨木高等学校（旧制茨木中学校）と生徒交流を実施し、男女共学となっている。1948年9月には茨木女子農業学校を統合する形で農業科を設置し、また定時制課程を併設して総合制高等学校となった。
1965年には全日制課程に家政科が設置されたが、1983年に廃止されている。
1990年代には老朽化していた旧校舎の改築がおこなわれ、1998年に新本館が完成した。旧本館や旧体育館などの旧校舎は2003年に取り壊された。
大阪府教育委員会から2001年、「次代をリードする人材育成研究開発重点校」（エル・ハイスクール）に指定された。また2014年には文理学科設置校と並んで、大阪府教育委員会から骨太の英語力養成事業の指定を受けた。普通科単独校では、春日丘高等学校と大阪府立寝屋川高等学校のみの指定である。英語力養成に力を入れている。
2014年11月にユネスコスクールへの加盟が承認され、環境活動・国際交流などに取り組んでいる。東日本大震災の被災地への生徒派遣とボランティア活動や、宮城県気仙沼高等学校との交流に取り組んでいる。模擬国連会議への参加や海外派遣などにも取り組む。

### 定時制
定時制課程は1948年9月に設置された。当時「中心校」と称した春日丘高等学校本校内に設置された定時制課程普通科・農業科・商業科のほか、吹田分校に夜間定時制課程普通科、豊川分校・清渓分校・忍頂寺分校に昼間定時制課程家政科が設置された。さらに翌1949年には、山田分校に昼間定時制課程家政科が設置されている。
定時制分校についてはその後再編に伴う移管や廃止がおこなわれ、現存しない。
春日丘高等学校本校に設置された定時制は、開設以来普通科・農業科・商業科の3学科体制だったが、農業科は1966年3月に、商業科は1995年3月に廃止された。1995年度以降は普通科1学科となっている。

### 分校
1948年9月には定時制課程の分校として、吹田分校・豊川分校・清渓分校・忍頂寺分校の計4分校が設置された。翌1949年には定時制課程の山田分校が設置され、5分校体制となった。
吹田分校は1952年に大阪府立吹田高等学校の定時制課程として移管されたことに伴い、廃止されている。
山田分校は1959年に廃止されている。また豊川分校は1968年に廃止された。
清渓分校・忍頂寺分校は1965年に統合し、茨木市泉原に大阪府立春日丘高等学校泉原分校を設置した。泉原分校では全日制の課程普通科を設置した。泉原分校の定時制課程については、分校統合時に従来の清渓・忍頂寺の2分校に在籍していた生徒を受け入れる形で過渡的に設置し、1968年に閉課程となった。
泉原分校は1994年3月に閉校した。学校跡地は茨木市里山センターとして転用されている。

### 年表
- 1911年1月24日 - 大阪府三島郡茨木町外8ケ村学校組合立三島女子技芸学校を設置（学校創立）。
- 1913年5月1日 - 茨木町外8ケ村学校組合立三島実科高等女学校に改編し開校（創立記念日と位置づける）。
- 1917年5月9日 - 郡立に変更、大阪府三島郡立三島実科高等女学校に改称。
- 1918年4月23日 - 大阪府三島郡立三島高等女学校に改編。
- 1919年 - 現在地に移転。
- 1920年1月1日 - 郡立のまま、大阪府三島高等女学校に改称。
- 1921年4月4日 - 府立に移管。大阪府立三島高等女学校に改称。
- 1928年4月5日 - 大阪府立茨木高等女学校に改称。
- 1934年9月21日 - 室戸台風の風害のため本館他倒壊、教師1名、給仕1名殉職、生徒4名死亡。
- 1937年12月3日 - 鉄筋コンクリート3階建の校舎（旧本館）竣工。
- 1945年7月19日 - 校舎に機銃掃射を受ける。
- 1948年4月1日 - 学制改革により新制高等学校となり、大阪府立春日丘高等学校に改称。大阪府立茨木高等学校（旧制大阪府立茨木中学校）との間で教員・生徒の交流が行われ、男女共学が実施される。
- 1948年9月1日 - 茨木女子農業学校を併合。定時制も付設し総合高等学校となる。定時制には中心校（普通科・商業科・農業科）および定時制4分校（吹田、豊川、清渓、忍頂寺）を置く。
- 1949年4月1日 - 定時制山田分校設置。
- 1952年4月1日 - 定時制吹田分校を廃止。吹田高校定時制課程に移管。
- 1959年3月 - 定時制山田分校を廃止。
- 1965年4月1日 - 全日制課程に家政科を設置。
- 1965年4月1日 - 清渓・忍頂寺両分校を茨木市泉原に移転統合、大阪府立春日丘高等学校泉原分校とし、全日制普通科を設置。
- 1967年 - 定時制農業科を廃止。
- 1968年3月31日 - 豊川分校を廃止。泉原分校定時制課程を閉課程。
- 1983年 - 全日制家政科廃止。
- 1994年3月31日 - 泉原分校廃止。
- 1995年 - 定時制商業科を廃止。
- 1998年12月1日 - 新本館竣工、新校舎への移行が開始される。
- 2003年1月31日 - 旧本館ほか撤去。
- 2002年 - 大阪府教育委員会よりエル・ハイスクール（2003-2007年）に指定。
- 2006年4月1日 - ハンドボールコート下に大阪府営地下駐車場完成（名称：オークピット）。同時期に部室棟完成。
- 2014年 - 大阪府「骨太の英語力養成事業」実践校指定（2018年度まで）。
- 2014年11月 - ユネスコスクールへの加盟が承認される。

## 部活動
旧制女学校時代から文武両道を通している。
野球部は1982年（第64回）に大阪府代表として出場した。大阪府では公立高校の夏の甲子園大会出場は、1959年（第41回）の大阪府立八尾高等学校以来23年ぶりとなった。当時の神前俊彦監督は「やればできるぞ 甲子園」という著書を出した。1992年（第74回）の大阪大会でも決勝まで進出したが、このときは10年前の決勝と同じ対戦相手である近大付に敗れ甲子園出場は成らなかった。
また、音楽部が2003年に、長年「ミュージカルやオペラに挑戦し、市民に愛される活動を続けている」として、長井賞を受賞した。

## 出身者
政治・行政
- 河野克俊 - 海上自衛官。第31代海上幕僚長、第5代統合幕僚長
- 室井ちあし - 第6代気象防災監[15]

学者
- 池田光穂 - 大阪大学COデザインセンター教授[要出典]
- 山本武彦 - 国際政治学者・早稲田大学名誉教授[要出典]

芸術・文化
- おーなり由子 - 絵本作家・漫画家[要出典]
- 喜多條忠 - 作詞家[要出典]
- 佐々木海法 - 将棋女流棋士
- 筒井康隆 - 作家
- 土居豊 - 作家[要出典]
- ヤノベケンジ - 現代美術家

芸能
- 糸井しだれ - 元宝塚歌劇団
- 加藤千恵 - ピアニスト
- 桂吉弥 - 落語家
- 嘉門タツオ - シンガーソングライター
- 後藤秀樹 - お笑いタレント
- 荘野ジュリ - シンガーソングライター
- 杉原徹 - シンガソングライター・ラジオパーソナリティー
- ゼンジー北京 - マジシャン・コメディアン
- 園ひとみ - 漫才師（夢乃タンゴ・園ひとみ）
- 永崎翔 - シンガーソングライター
- 永沼伊久也 - 俳優
- 東ブクロ - お笑いタレント（さらば青春の光）
- マイケル[要出典] - ベーシスト、夜の本気ダンス）
- 槇原敬之 - シンガーソングライター
- 蓑輪裕之 - ジャズベーシスト・コントラバス奏者
- らっきょ - パーカッショニスト

報道
- 岩崎心平 - 東日本放送アナウンサー
- 上野大介 - 毎日放送プロデューサー。世界ウルルン滞在記、情熱大陸など）※音楽部出身[16]
- 佐藤誠 - 神戸松蔭女子学院大学教授・元NHKアナウンサー
- 西野義和 - 朝日放送元アナウンサー
- 平松翔馬 - 読売テレビアナウンサー
- 堀田篤 - 関西テレビアナウンサー
- 村西利恵 - 関西テレビアナウンサー。

スポーツ
- 児玉新 - ガンバ大阪トップチームコーチ
- 澤木啓祐 - 順天堂大学名誉教授・陸上競技選手。メキシコ五輪・ミュンヘン五輪出場
- 福島實智子（※旧姓名・長谷川智子） - 射撃選手。ソウル五輪：銀メダリスト／北京五輪出場。

### 関係者
- 井上直久 - 画家。元教員。美術科教諭として19年間勤務。
- 杉原輝雄 - プロゴルファー。中退

## 交通
- JR西日本 東海道本線（JR京都線） 茨木駅 北西へ約300m
- 大阪モノレール 宇野辺駅 北へ約1300m
- 阪急京都線 茨木市駅 北西へ約1400m